# Zębówko
Zębówko – wieś w Polsce położona w województwie wielkopolskim, w powiecie nowotomyskim, w gminie Lwówek.
W okresie Wielkiego Księstwa Poznańskiego (1815-1848) miejscowość wzmiankowana jako Zembowko należała do wsi mniejszych w ówczesnym powiecie bukowskim, który dzielił się na cztery okręgi (bukowski, grodziski, lutomyślski oraz lwowkowski). Zembowko należało do okręgu lwowkowskiego i stanowiło część majątku Lwówek Zamek (niem. Neustadt), którego właścicielem był wówczas (1837) Antoni Łącki. W skład rozległego majątku Lwówek Zamek wchodziło łącznie 36 wsi. Według spisu urzędowego z 1837 roku Zembowko liczyło 37 mieszkańców i 6 dymów (domostw).